# 徐志雷
徐志雷（1988年4月2日—，游戏ID为BurNIng）是一名《DotA》及《Dota 2》项目的电子竞技选手，于2017年退役。他曾长期担任一号位（carry），在Dota游戏界被稱为“B神”。

## 职业生涯

### DotA
徐志雷在2007年在朋友的介绍下接触了DotA，并于次年进入职业圈，在接下来的两年中辗转于多支战队之间，很快便小有名气。在2010年，他加入EHOME战队以“AAA”的游戏ID担任一号位，在年内拿下了10个重要比赛的冠军。
而2011年初，他与队友周扬“KingJ”离开EHOME，加入了DK战队，仍担任一号位。DK战队在2011年上半年成绩不佳，但下半年重组并在之后夺取了9个冠军。DK的支持者们将DK称为“银河战舰”。
2012年，因为徐志雷长期以来使用英雄敌法师的出色表现，DotA的开发维护者IceFrog在版本更新中为敌法师加入了一个隐藏名字：BurNIng予以致敬。

### Dota 2
2011年，威尔乌宣布第一届Dota 2国际邀请赛将于德国科隆举办，并邀请了包括DK战队在内的十六支DotA战队前往参加。但DK因为队员卜严骏的无故离队而没能成行。
2012年3月，DK战队同大多数DotA战队一样选择转型到Dota 2项目上来，并随后获得了第二届Dota 2国际邀请赛的邀请函。在TI2上，DK于败者组决赛负于Natus Vincere，获得了第四名的成绩。
在2013年的第三届Dota 2国际邀请赛赛前，徐志雷声称他计划于此次赛后退役。在TI3上，DK于胜者组决赛负于最后的冠军Alliance，之后又于败者组负于马来西亚战队Orange Esports，获得第五名。在赛后徐志雷决定不再退役，但DK战队的队员名单发生了巨大变动，只有徐志雷和雷增荣“MMY!”两人留队，其余队员全数离队。之后DK找来了张志成“LaNm”、蔡宜风“MuShi”和许培祥“iceiceice”三名选手，组建了被支持者们称之为“梦之队”的新阵容。
2014年的新年第一天，DK在第一届WPC的BO7（七局四胜制）决赛上完成了让三追四的逆袭，击败iG夺取冠军，在上半年状态依旧出色，成为了第四届Dota 2国际邀请赛的夺冠大热门。但在TI4上DK发挥不佳，最后也只获得了第四名的成绩。在TI4结束之后，徐志雷离开DK，宣布退役。
而2014年12月，徐志雷又宣布复出，与其他几名退役选手组建了一支新战队“Big God”。BG战队在紧接着的2015年Dota 2亚洲邀请赛上获得了第四名，之后队员便各自分道扬镳。而徐志雷选择加入他的老对手iG。
iG的新阵容刚开始显得十分强而有力，但之后便显出颓势，在第五届Dota 2国际邀请赛上表现不佳，以第九名的成绩早早离开了TI的舞台。徐志雷也在这之后离开iG，加入了VG。
VG在2015年的下半年成绩并不突出，2016年3月，VG选择重组，除徐志雷外的队员又一次全数离队。但重组后的VG表现依旧不佳，被迫再次重组；徐志雷则放弃了司职已久的一号位，选择担任辅助位。这支VG在第六届Dota 2国际邀请赛的中国区预选赛上最后败给了兄弟战队VG.R，失去了参加TI6的机会。而TI6赛后，徐志雷又离开了VG，重返iG。
2017年，由徐志雷领衔的IG战队状态回升，在DAC亚洲邀请赛决赛中击败强敌OG获得冠军。后又获得TI7直接邀请资格。TI7中一度将本届冠军Liquid战队打入败者组，但是他们接连不敌NB、LGD战队，未能在TI7中走得更远。
2018年，由徐志雷亲自参与组建的DOTA2职业战队“星辰战队”（Team Aster）正式成立，队内一号位为刘嘉俊（ID：Sylar），二号位邓磊（现为蔡宜风游戏ID：mushi），三号位林靖（ID：XXs），四号位叶智标（ID：BoBokA），五号位卢超（ID：Fenrir）。

## 队伍成绩
- 冠军 — Electronic Sports World Cup 2010（英语：2010年电子竞技世界杯） (EHOME)
- 第四名 — 2012年国际邀请赛 (Team DK)
- 第5-6名 — 2013年国际邀请赛 (Team DK)
- 第四名 — 2014年国际邀请赛 (Team DK)
- 第9-12名 — 2015年国际邀请赛 (Invictus Gaming)
- 第5-6名 — 2015年法蘭克福特級錦標賽 (Vici Gaming)
- 冠军 — DAC 2017年亚洲邀请赛 (Invictus Gaming)
- 第3-4名 — 2017年基輔特級錦標賽 (Invictus Gaming)
- 第5-6名 — 2017年国际邀请赛 (Invictus Gaming)